# Проспект 60 лет СССР (Липецк)
Проспе́кт 60 лет СССР — одна из основных магистралей на юго-западе города Липецка. Проходит в Октябрьском округе от проспекта Победы до улицы Кривенкова и Полиграфической улицы. Пересекает улицы Меркулова и Стаханова. К чётной стороне проспекта примыкает улица Петра Смородина. Параллельно проходят улицы Катукова и Водопьянова.
Проспект получил такое название 13 июня 1982 года в честь предстоящего юбилея образования СССР. Тогда началась его застройка типовыми панельными домами ленинградской серии № 91, а затем и № 90.
Дома по нечётной стороне расположены в 21-м, 22-м и 24-м микрорайонах, а по чётной — в 20-м, 23-м микрорайонах и МЖК.
В конце проспекта 60 лет СССР (между домом № 26 и Полиграфической улицей) располагается парк Победы.

Берёзовая аллея

## Социальные доминанты
- Дом № 20б — Октябрьский рынок (на углу с улицей Меркулова)
- Дом № 26 — гипермаркет «Линия»
- Дома № 8, 13, 27а занимают детские сады

Кроме того, на проспекте находится множество учреждений торговли, связи, бытового обслуживания, в значительной степени занимающих нижние этажи жилых зданий.
Сейчас на четной стороне (между проспектом Победы и улицей Меркулова) строится огромный торговый центр. Ранее на этом месте находился сквер.

## Транспорт
На участке от улицы Меркулова до Полиграфической улицы ходит трамвай № 1, №2 и №5. По всей улице осуществляется автобусное движение.
- к домам начала проспекта — авт. 8, 27, 35, 37, 308к, 315, 320, 323, 324, 347, 378 ост.: «Ул. Будённого»; авт. 27, 50, 308к, 315, 324, 345, 347, ост.: «21-й микрорайон».
- к домам начала и середины проспекта — трам. 1, 2, 5; авт. 27, 28, 50, 306, 308к, 315, 324, 343, 345, 347, 352, 359 ост.: «Октябрьский рынок», «20-й микрорайон»; авт. 27, 50, 315, 324, 345, ост.: «Проспект 60 лет СССР».
- к домам середины и конца проспекта — трам. 1, 2, 5, авт. 27, 50, 308к, 315, 324, 343, 347, ост.: «Берёзовая аллея».
- к домам конца проспекта — трам. 1, 2, 5, авт. 7а, 27, 50, 315, 343, 347, ост.: «24-й микрорайон».